# Station Port Town-nishi
Station Port Town-nishi (ポートタウン西駅, Port Town-nishi-eki) is een metrostation in de wijk Suminoe-ku in de Japanse stad Osaka. Het wordt aangedaan door de Nanko Port Town-lijn. Het station heeft twee sporen, gelegen aan een enkel eilandperron.

## Treindienst

### Nanko Port Town-lijn(stationsnummer P12)
| 1 | ■ Nanko Port Town-lijn | richting Suminoekōen             |
| 2 | ■ Nanko Port Town-lijn | richting Nakafuto en Cosmosquare |

## Geschiedenis
Het station werd in 1981 geopend.

## Stationsomgeving
- Nankō-park

Cosmosquare · Trade Center-mae ·  Nakafutō · Port Town-nishi · Port Town-higashi ·  Ferry Terminal · Nankō-higashi · Nankōguchi · Hirabayashi · Suminoekōen